# Hjörleifr Hródmarsson
Hjörleifr Hródmarsson (idioma islandés: Hjörleifur Hróðmarsson) era hermano de sangre de Ingólfur Arnarson, el primer colono nórdico de Islandia. Hjörleifr también ayudó en el asentamiento islandés, fundando su hacienda en Hjörleifshofði que lleva su nombre, pero fue asesinado junto con otros colonos por thralls (esclavos) irlandeses, por su continuo maltrato en unas condiciones difíciles. La historia de la colonización islandesa se menciona en el manuscrito Landnámabók. (historia de los asentamientos).
Ingólfur lamentó la muerte de Hjörleifr con estas palabras:
«Triste destino para un guerrero valiente ser asesinado por sus esclavos. Pero ahora ya se lo que pasa a la gente que no ofrece sacrificios»
Ingólfur persiguió a los esclavos y les dio muerte. A excepción de Dufthak, quien propuso el asesinato de su amo, no se conoce el nombre de ninguno de ellos pero su recuerdo ha permanecido en la historia de Islandia dando nombre a las islas donde buscaron refugio, Vestmannaeyjar (islas de los hombres del oeste). Las sagas citan que su aparición en el improvisado campamento de los esclavos, en un lugar llamado Eid, provocó tal pánico que algunos decidieron saltar por un precipicio, el resto fueron aniquilados.